# Wadelincourt
Wadelincourt é uma comuna francesa na região administrativa de Grande Leste, no departamento das Ardenas. Estende-se por uma área de 4,22 km². Em 2010 a comuna tinha 470 habitantes (densidade: 111,4 hab./km²).